# Astragalus anserinus
Astragalus anserinus, também chamado de astrálogo goose Creek, é um membro do gênero Astragalus que está listado como uma espécie candidata sob a Lei de Espécies Ameaçadas. Ela cresce em uma área de 26 km2 (10 sq mi) da Bacia Goose Watershed da Bacia Upper Snake em Idaho, Nevada e Utah.